# 小行星3017
小行星3017（3017 Petrovic）是一颗围绕太阳公转的小行星。1981年10月25日，安東寧·姆爾科斯在克萊季发现了此天体。
該小行星以斯洛伐克氣候學家斯特凡·彼得羅維奇（Štefan Petrovič）命名。
这颗小行星的绝对星等为216.7757651653293等。